# 정통론
정통론(正統論)은 이전 국가의 멸망과 새로운 국가의 창건을 통한 왕조나 정권의 교체가 있거나 한 국가 내의 혈연적·세력적 분열이 있는 경우, 기존의 국가가 가졌던 정당성을 어느 국가가 계승 또는 담보하고 있는지에 대한 역사적·정치적·철학적 담론의 총체를 말한다.  정윤론(正閏論)이라고도 한다. 실제 정통론의 용례는 왕조의 교체뿐만 아니라 학설이나 사상, 사적 혈연관계의 계승 문제에서도 쓰이지만, 역사적으로는 왕조의 교체나 분열에 따른 왕조의 정통/비정통 논의가 더욱 많아 정통론은 보통 왕통의 정당성 문제를 가리킨다.

## 연원
동아시아 문명권에서의 정통론의 기원은 공자의 정명사상과 추연의 음양오행사상까지 거슬러 올라갈 수 있다. 《춘추》에서 공자는 ‘대일통(大日統)’이라는 말로써, 한 시대에 두 개 이상의 왕조가 같이 있다고 하더라도 오직 천하에는 하나의 정통만이 있다고 보아 수직적 정통관의 기원이 되었다. 한편 음양오행사상은 전후의 왕조 교체에 정당성을 부여하는 것으로 수평적 정통론의 기원이라고 할 수 있다.
한편, 소동파는 그의 저서 《후정통론(後正統論)》에서, “正이란 천하의 부정을 바로잡는 것이며, 統이란 분열되어 있는 천하를 통일하는 것”이라고 하여 어지럽고 분열되어 있는 천하를 다시 하나로 합쳐 천하를 평화로이 하는 것에 정통을 부여하였다.

## 중국의 정통론

### 삼국정통론
중국에서의 정통론에 대한 논의는 삼국 시대로부터 본격적으로 출발하였다고 볼 수 있다. 진시황제가 어지러운 천하를 하나로 통일하고 그 천하를 한고조의 한나라가 이어받았으나, 후한 말기에 접어들어 한나라는 위, 촉, 오로 솥발처럼 셋으로 분열되었다. 이 가운데 위나라는 한나라의 마지막 황제인 헌제로부터 선양을 받아 세워진 왕조로 중원 지방을 포함한 중국의 상당 부분을 차지하고 있었다. 위나라의 영역은 후한 13주 가운데 9주에까지 뻗쳐 토지, 인구, 병력 등 종합적 국력에서 촉한이나 동오를 압도하였다. 한편, 익주에 자리잡은 촉한은 전한 경제의 후손으로 알려진 유비가 혈통상의 정통성을 앞세워 한나라의 재건을 명분으로 인재와 민중을 모았다. 촉한은 흥한(興漢)을 기치로 내걸고 정식 국호는 한(漢)으로 삼았으며, 헌제에게 시호를 올리는 등 한나라와의 연속성을 주장하였다. 이처럼 삼국 시대 이전의 중국 역사에서는 전무했던 새로운 역사적 전개(천하에 여러 개의 태양이 있었던 시대)는 과연 위나라와 촉나라 가운데 누가 한나라로부터 정통을 이어받았느냐는 삼국정통론의 논쟁을 낳게 된다.
한 왕조(위나라)는 선양이라는 적법한 형식을 거쳐 요임금이 순임금에게 천하를 넘기는 것과 마찬가치로 한나라의 정통을 이어받았는 절차를 밟았으며 인적·물적 자원의 차원에서도 인구와 국토와 병력의 대부분을 이어받는 등 정통의 승계가 자신에게 이루어졌다고 말한다. 이에 대해 다른 왕조(촉나라)는 한나라와 위나라의 선양은 사실상 강제에 의한 것으로 적법한 것으로 볼 수 없으며 인적·물적 자원의 이전이 이루어졌다고 할지라도 정통과 비정통의 문제는 명분과 당위의 차원에서 논의되는 것이기 때문에 한나라의 제위를 찬탈하여 황제에 오른 것은 참위(僭位)에 불과하고 한나라를 명분적·정신적으로 계승한 것은 자신의 왕조라고 말한다. 이렇듯, 삼국정통론의 논쟁에는 명분과 실리, 당위와 존재, 이상과 현실, 정의와 실력 등의 문제가 복잡하게 얽혀있기 때문에 후대의 역사가들 사이에서도 첨예하게 견해가 나뉘었다.
먼저 《삼국지》를 편찬한 진수는 위나라를 정통으로 삼아 그의 사서를 전개해갔다. 위나라의 황제들에게만 제(帝)를 붙였으며 다른 국가의 황제들에게는 주(主)를 붙이거나 이름을 그대로 썼다. 제왕에게만 붙이는 기(紀)도 위나라의 군주에게만 썼으며 다른 국가의 군주들에게는 일반 인물들에게 사용하는 전(傳)을 썼다. 그리고 연호도 한나라와 위나라의 연호를 그대로 썼다.
이에 대해 동진의 습착치가 《한진춘추》에서 위정통론에 대해 이의를 제기하면서 촉한정통론을 펼쳤다. 그가 조위정통론을 부정하고 촉한정통론을 주창한 것은 당대의 실력가인 환온이 동진의 제위를 넘보려 하자 한 광무제부터 서진 민제까지의 역사를 담은 《한진춘추》를 통해 촉한을 정통으로 삼고 위나라가 비록 한나라으로부터 선양받았으나 이것을 찬탈이라고 규정함으로써 환온의 반역을 저지하려 했던 것이다.
북송 시대에 이르러서는 다시 위정통론이 힘을 얻게 된다. 구양수는 위나라가 정통을 이어받은 왕조라고 주장했고 소동파도 이에 힘을 보탠다. 하지만 《자치통감》을 저술한 북송의 사마광은 정통론의 논쟁에서 좀 더 초연한 모습을 보인다. 그는 《자치통감》에서 여러 왕조가 있던 시기에도 기년의 연호로 시간을 나타내야 했기에 위나라의 연호를 사용하기는 했지만, 그는 말하길 “학식이 천박하여 정윤(정통 비정통)의 구분을 알지 못한다. -사마온공집 -”고 하였다. 그리고 자치통감에서 적기를
이 모든 것(후대의 정통론)은 자신의 한쪽으로 치우친 논의이며 공정한 통론이 아니다. (중략) 어찌하여 일국만을 존중하여 정통으로 삼고, 그 나머지를 참위라 할 수 있겠는가. (중략) 위·송·제·양·진·후량·후당·후진·후한·후주의 연호로써 각각 나라들의 사실을 기록한 것이지, 귀함과 비천함을 구별하여 정윤(정통과 비정통)을 따로 구분한 것은 아니다. -《자치통감》권69 위기일 황초이년 - 

또한 그는 촉한정통론에 대해서도 일평을 했는데,
소열제의 한이 비록 중산정왕(한경제의 아들)의 후예라고 하지만 그 친족관계가 멀어서 그 세대의 수와 이름, 관직 등을 기록할 수 없으며, 유송의 고조가 초원왕의 후예라고 칭하는 것, 남당 열조가 오왕 각의 후예라고 칭하는 것과 같이 그 옳고 그름을 구별하기 어려우므로 감히 광무제(전한 멸망 후 흥한의 기치를 내걸고 다시 천하를 회복한 후한의 창업자)나 진의 원제(서진 멸망 후 동진을 강남에 세워 진왕조의 명맥을 이은 동진의 창업자)와 비교하여서 한나라의 유통을 잇게 할 수 없다. - 《자치통감》권69 위기일 황초이년 - 

남송과 명나라 시대에는 촉한정통론이 압도하게 된다. 남송의 주희(주자)는 사마광의《자치통감》의 저술방식을 비판하면서, 정통론에 주안점을 두고 도덕사관에 입각한 《자치통감 통감강목》을 저술하는데 여기서 그는 촉한정통론을 주장한다. 성리학을 주창한 주희는 기존의 정통론을 철학적 담론으로까지 이끌어내었으며 의리와 명분을 중시하는 성리학 사조는 촉한정통론을 보다 강화시켰다. 《자치통감》을 요약한 강기의 《통감절요》도 촉한의 연호를 따름으로써 촉한정통론의 입장에서 서술되었다. 이러한 흐름은 명대 말까지 이어졌고 이러한 시대적 사조 가운데 철저하게 촉한정통론에 입각한 나관중의 《삼국지연의》도 탄생한다. 그래서 삼국지연의를 주자 사상의 아류작이라고 하는 평도 있다. 주자의 정통론 사상은 성리학을 국가 철학으로 삼았던 조선에도 전해져 득세하게 된다.
청나라에 들어서는 조위정통론과 촉한정통론의 분쟁보다는 정통론 자체의 문제에서 벗어난 논의들이 좀 더 주를 이룬다. 명말까지 우세하였던 촉한정통론을 비판하면서 정통론의 기저에는 각 사가들이 처한 시대적 상황이 깔려있다고 분석한다. 왕부지는 《독통감론》에서 “촉한이 정통이라고 하지만 정통은 진으로 넘어갔으며 진은 위를 찬탈하였는데 어찌하여 한의 황통이 계승되어 건국되었다고 할 수 있는가? 이미 없어진 도를 이어지도록 계속 쓸데없이 말하니 무엇 때문인가.”라면서 습착지와 주자를 비판하였다. 장학성은 《문사통의》에서 “(사람들이) 《삼국지》와 《자치통감》을 계속 비난하고 있는데, 진수는 서진의 사람이고, 사마광은 북송의 사람이니 조위(위나라)를 인정하지 않는다면 군주를 어디에 두어야 할 것인가.”라고 하여 진수와 사마광 모두 각자 자신이 처한 시대 상황에 따라 사서를 기록한 것이라고 말했다.

### 기타 정통론 사례
사마천의 《사기》는 〈본기〉의 편제를 통해서 독자적인 정통론을 펼쳤다. 초한 전쟁 당시 항우도 정통으로 보아 본기로 서술하였으며, 여후의 집권기도 실제 재위한 황제인 혜제 및 두 소제가 아닌 〈여태후본기〉로 기록하였다. 공자를 존숭하는 의미에서 인물의 기록인 〈열전〉이 아니라 제후의 기록인 〈세가〉로 기록한 것도 특징이다.

## 한국의 정통론
한국 역사의 정통에 대한 논의는 조선시대 무렵에 중요하게 대두되었다. 성리학(性理學)적 명분론(名分論)에 입각하여 한국 역사의 정통을 결정하는 것은 매우 중요한 요소였으며 많은 학자들이 이에 참여하였다. 이에 따라 일반적으로 합의된 정통 왕조는 다음과 같다.
기자조선(箕子朝鮮) ---- 신라(新羅) - 고려(高麗) - 조선(朝鮮)
이러한 정통 논쟁에서 중요한 쟁점으로 대두되었던 것은 여러 국가가 병존하였던 삼국시대 및 후삼국시대, 혈통에 의심을 받았던 고려 우왕(禑王) 및 창왕(昌王), 역사로 인정하기에 사료가 부족하고 신화적 요소가 강했던 단군조선(檀君朝鮮), 삼한(三韓) 등이었다. 특히 삼국시대의 정통 왕조를 놓고 많은 주장이 나타났으며, 조선시대에는 신라정통론과 삼국무통론이 주요하게 논의되었고 구한말에서 일제 강점기, 최근에 이르기까지는 신라정통론과 고구려정통론이 주로 대립하고 있다.

### 삼한정통론(三韓正統論)
이익(李瀷)은 단군(檀君)이 나라의 시조이며 기자조선이 이를 계승했고 이것이 다시 마한(馬韓)으로 이어졌으므로 마한이 우리나라의 정통이라고 파악했다. 안정복(安鼎福)은 이익의 사상을 이어받아 《동사강목(東史綱目)》, 《열조통기》등을 통해 전통적 화이론(華夷論)에 입각한 중국 중심의 역사관에서 벗어나 한국의 독자적 정통론으로서 삼한정통론을 주장하였다. 이러한 주장이 이루어지는 가운데 일반적으로 조선 중후기의 역사서는 삼한 가운데 마한을 정통으로 삼아 역사를 서술하였다. 마한의 초대 왕으로 일컬어지는 준왕(準王)에서 시작하여 백제(百濟) 온조왕(溫祚王)이 마한을 정복하는 7년까지의 역사를 마한의 기년으로 보았으며 마한 9대 왕의 연표가 제시되기도 하였다.

## 일본의 정통론

### 남북조 정윤론
일본의 남북조 정윤론은 일본의 남북조시대에 남북조 간의 정통과 비정통에 관한 논의이다. 남조정통론(南朝正統論), 북조정통론(北朝正統論), 양통대립론(兩統對立論), 양통병립론(兩統竝立論)의 견해가 나뉘어있다.

## 같이 보기
- 일본의 남북조정윤론 - 일본어 위키